# Barry Moussa Barqué
Barry Moussa Barqué est un homme politique togolais, membre de plusieurs gouvernements du président Gnassingbé Eyadema entre 1979 à 1999. Il est conseiller spécial du président de 1999 à 2005 (sous Etienne Eyadema), puis à partir de 2009 (sous Faure Gnassingbé). Il devient le tout premier président de la première législature du Sénat togolais, à partir du 2 avril 2025.

## Biographie
Barry Moussa Barqué est issu de l'ethnie peul (nord du Togo). Il fit ses études à l'université Panthéon-Sorbonne.
Il fut directeur du port autonome de Lomé dans les années 1970, avant d'être nommé au gouvernement en tant que ministre des Mines, de l'Énergie et des Ressources en eau le 19 mars 1979. Il fut ministre de l'Équipement, des Mines et des Postes et Télécommunications au début des années 1980. Considéré comme une personnalité particulièrement dévouée à Eyadema, il a occupé de nombreux postes au sein du gouvernement au cours des vingt années suivantes, devenant ainsi un puissant « baron » du Rassemblement du peuple togolais (RPT),. Lors des élections législatives de mars 1985, il fut président de la Commission nationale de recensement général des votes et de vérification. Il est considéré comme le « cerveau » derrière les actions d'Eyadema durant les années 1980.
Il a travaillé pour la société interafricaine des banques.
Il fut conseiller spécial de Gnassingbé Eyadéma,avant d'être nommé ministre d'État et ministre des Affaires étrangères et de la Coopération le 29 novembre 1995, poste qu'il occupa jusqu'en 1996. Il devint par la suite ministre d'État et ministre des Finances et de la Privatisation en 1996 jusqu'à ce qu'il quitta le gouvernement en juin 1999. Il est alors nommé, de nouveau, conseiller spécial du président. En 1998, il est envisagé comme un potentiel premier ministre.
Au cours de ses mandats, il a été accusé à plusieurs reprises de mauvaise gestion. C'est notamment le cas lors de la conférence nationale souveraine de 1991 durant laquelle il est accusé de corruption.
Il est poignardé à plusieurs reprises par son neveu Altine Barry dans la nuit du 24 au 25 octobre 2003, qui fuit ensuite vers le Ghana. Barqué est transporté par avion à Paris pour des soins médicaux. Il tarde toutefois à rentrer au Togo, potentiellement sous le coup d'un mandat d'arrêt. Le 5 mars 2007, Barry est condamnée à vingt ans de prison pour tentative de meurtre.
À la suite de la mort du président Eyadema le 5 février 2005, Barqué exprime son choc, affirmant qu'il semblait en bonne santé dans les jours précédents. Le fils d'Eyadema, Fauré Gnassingbé, lui a succédé à la présidence, mais cette succession a été largement jugée inconstitutionnelle. Barqué a fait partie d'une délégation togolaise qui s'est rendue à Niamey le 12 février pour tenter d'expliquer et de défendre la succession de Gnassingbé à la Communauté économique des États de l'Afrique de l'Ouest (CEDEAO).
Barqué est membre du comité central du RPT. Il est élu membre du Comité central de la préfecture de Tône lors du 9e congrès du  RPT en décembre 2006 . Il est également membre du Collège des Sages du RPT. Le 7 septembre 2007, Barqué préside la cérémonie au cours de laquelle les 162 candidats du RPT au pouvoir pour les élections législatives d'octobre 2007 ont été investis.
Barqué est conseiller spécial du président Faure Gnassingbé avec statut de ministre depuis janvier 2009. Des rumeurs ont circulé en janvier 2015 concernant un prétendu différend entre Barqué et Gnassingbé. Il est élu à l’unanimité par les sénateurs premier président du Sénat de la Ve République du Togo le 2 avril 2025.

## Distinctions
- 2020 : Grand chancelier des ordres nationaux du Togo[27]
- 2025 :  Grand-croix de l'ordre du Mono[28],[29]